# Lukáš Matyska
Lukáš Matyska (* 26. dubna 1992 Brno) je bývalý profesionální český fotbalový obránce a mládežnický reprezentant České republiky. V sezoně 2018/19 působil v menším rakouském klubu Grimmenstein SV. Od sezony 2019/20 působí v TJ Start Brno.

## Rodina
Jeho bratrem je Tomáš Mica.

## Klubové statistiky
Aktuální k 01.07.2014
| Sezona  | Klub                   | Země  | Soutěž    | Zápasy | Góly |
| ------- | ---------------------- | ----- | --------- | ------ | ---- |
| 2010/11 | FC Zbrojovka Brno      | Česko | I. liga   | 4      | 0    |
| 2010/11 | FC Zbrojovka Brno „B“  | Česko | MSFL      | 3      | 0    |
| 2011/12 | FC Zbrojovka Brno „B“  | Česko | MSFL      | 24     | 2    |
| 2011/12 | FC Sparta Brno         | Česko | Divize D  | 3      | 2    |
| 2012/13 | FC Zbrojovka Brno jun. | Česko | Jun. liga | 33     | 8    |
| 2013/14 | 1. HFK Olomouc         | Česko | MSFL      | 28     | 2    |
|         | CELKEM I. LIGA         |       |           | 4      | 0    |